# アドルフ・デラガルサ
アドルフ・デラガルサ（Adolph DeLaGarza、1987年11月4日 - ）は、アメリカ合衆国出身、元サッカーグアム代表のサッカー選手。現役時代のポジションはDF。

## 人物
メキシコ系グアム人の父親と先住民系アメリカ人の母親を持つ。

## 代表歴
2011年1月のトレーニングキャンプでアメリカ代表に初招集された。
2013年にグアム代表に転身。